# Омаров, Жакып Омарович
Жакып Омарович Омаров (каз. Жақып Омарұлы Омаров; 15 октября 1939, Мадениет, Акмолинская область — 31 мая 1996, Акмола) — казахский и советский театральный деятель, режиссёр-постановщик, основатель Казахского музыкально-драматического театра имени К. Куанышбаева (город Астана), Заслуженный деятель Казахстана (1993).

## Биография
Родился 15 октября 1939 года в селе Мадениет Кокшетауской области. В 1960 году  окончил театральную студию Государственного академического казахского драматического театра им. М. Ауэзова. В 1969 году окончил Казахский государственный институт искусств им. Курмангазы, режиссерский факультет. Скончался в 1996 году во время поездки в Уфу. В честь режиссера названа улица в Астане.

## Трудовая деятельность
- 1960-1961 — актер Карагандинского областного казахского драматического театра имени С. Сейфуллина
- 1961–1971 — режиссер-постановщик Академического казахского драматического театра имени М. Ауэзова
- 1971-1972 — главный режиссер Жамбылского областного казахского драматического театра имени Абая
- 1972-1980 — главный режиссер Карагандинского областного казахского драматического театра имени С. Сейфуллина
- 1980-1981 — режиссер-постановщик Академического казахского драматического театра имени М. Ауэзова
- 1980-1990 — главный режиссер Казахского драматического театра имени Ж. Шанина в Шымкенте
- 1996-1996 — основатель и художественный руководитель Казахского музыкально-драматического театра имени К. Куанышбаева

## Театральные работы
- Г. Мусрепов «Акан сери-Актокты»
- Ш. Айтматов «Мать-Земля»
- Ш. Кусаинов «Алдар Косе»
- С. Жунусов «Раненые цветы», «Қысылғаннан қыз болдық»
- К. Искаков «Шыргалан»
- О. Букеев «Мой сын»
- А. Тауасаров «Остров любви»
- С. Балгабаев «Самая красивая невеста»
- М. Шаханов «Танакоз»
- М. Карим «Затмение Луны»
- У. Шекспир «Макбет»
- А. Абишев «Мади»
- О. Бодеков «Айналдым Ақмандайлым» и др.

## Творческие достижения
«Ночь затмения» М. Карима (1972), «Макбет» Шекспира (1978) в постановке режиссера получили диплом I степени Всесоюзного конкурса классических спектаклей. Во Всесоюзном конкурсе спектаклей на военно-патриотическую тематику 
за спектакль Д. Исабекова «Страж мира» режиссер награжден Серебряной медалью имени А. Попова.В 1996 году на II фестивале тюркоязычных народов «Туганлык» в Уфе в трех номинациях победил спектакль «Алдар Косе» Ж. Омаровича.

## Семья
- Жена - Туймехан Атымтаева - заслуженная артистка Республики Казахстан
- Дети - Нуржан, Динмужамеджан, Биржан, Бауыржан.

## Награды и звания
- Заслуженный деятель Казахстана (1993)